# Mal di gola (singolo)
Mal di gola è un singolo del gruppo musicale italiano The Kolors, pubblicato il 29 gennaio 2021.

## Video musicale
Il videoclip, diretto dagli YouNuts!, è stato pubblicato in concomitanza con l'uscita del singolo sul canale YouTube del gruppo e vede la partecipazione degli attori Federico Russo e Rachele Luschi.

## Tracce
Testi di Stash Fiordispino, Simone Cremonini, Davide  Simonetta e Alessandro Raina.
1. Mal di gola – 3:03